# Eudromus
Eudromus is een geslacht van kevers uit de familie van de loopkevers (Carabidae). De wetenschappelijke naam van het geslacht is voor het eerst geldig gepubliceerd in 1835 door Klug.

## Soorten
Het geslacht Eudromus omvat de volgende soorten:
- Eudromus ankavandrae Tschitscherine, 1900
- Eudromus bastardi Alluaud, 1932
- Eudromus imerinae Alluaud, 1932
- Eudromus perrieri Fairmaire, 1903
- Eudromus striaticollis (Brulle, 1834)